# パリの哀愁
『パリの哀愁』（パリのあいしゅう）は、1976年に公開されたフランスを舞台にした日本映画。当時沢田研二が所属していた渡辺プロダクションの制作、監督は出目昌伸、主演沢田研二、沢田と『007 サンダーボール作戦』のボンドガールであったクローディーヌ・オージェの共演。

## あらすじ
沢田研二演じる画家の滝村二郎は、絵を学ぶために留学しているフランスで美しい人妻とマリー恋に落ち、ツーロンへ駆け落ちするが、滝村は過激派学生の嫌疑がかけられ、マリーは滝村の逮捕を阻止しようとして転落死する。滝村は日本へと強制送還され、父の勧める女と結婚する運びとなるが、そんな中、死んだはずのマリーが滝村を訪ねてくる。

## キャスト
- 沢田研二 : 滝村二郎
- クローディーヌ・オージェ : マリー・ローラン
- 浅野真弓 : 伊都子
- イヴ・バルサック : ジャン・ローラン
- 大口広司 : 斎藤
- 白羽あけみ : 良子
- 吉川雅恵 : みつ
- 大滝秀治 : 滝村清一郎

## スタッフ
- 監督 ： 出目昌伸
- 脚本 ： 田波靖男、菊島隆三
- 製作 ： 渡辺晋、田波靖男
- 音楽 ： 宮川泰、大野克夫
- 美術 :  徳田博
- 編集 :  武田うめ
- 撮影 : 姫田真佐久

## 併映作品
- 『挽歌』: 河崎義祐監督